# Новоселица (Мукачевский район)
Новосе́лица (укр. Новоселиця) — село в Верхнекоропецкой сельской общине Мукачевского района Закарпатской области Украины.
Население по переписи 2001 года составляло 267 человек. Почтовый индекс — 89666. Телефонный код — 3131. Занимает площадь 0,738 км². Код КОАТУУ — 2122788202.